# Mohamed Rassil
Mohamed Adam Rassil (in arabo محمد ادم راسيل‎?; Nabeul, 3 febbraio 1998) è un cestista tunisino.

## Carriera
Con la Tunisia ha disputato i Campionati africani del 2017.